# Spilomyia digitata
Spilomyia digitata är en tvåvingeart som först beskrevs av Camillo Rondani 1865.  Spilomyia digitata ingår i släktet trädblomflugor, och familjen blomflugor.
Artens utbredningsområde är Italien. Inga underarter finns listade i Catalogue of Life.